# La Solana y Barranco Lucía
El Paraje Natural Municipal La Solana y Barranco Lucía, con una superficie de 371,40 ha, se localiza en el término municipal de Alcublas en la provincia de Valencia.
El monte Solana y Barranco Lucía constituye una de las estribaciones meridionales del macizo de Javalambre, perteneciente al Sistema Ibérico. Tiene una cota máxima de 1.125,9 metros y geográficamente constituye el límite administrativo entre las provincias de Castellón y Valencia.
A grandes rasgos, las formaciones vegetales predominantes en el ámbito del paraje corresponden al matorral mediterráneo, al que se superpone una cobertura arbórea formada principalmente por pino carrasco y pino laricio. Destaca la comunidad vegetal existente en la charca denominada Balsa Silvestre, al pie de la ladera del monte de La Solana. La balsa mantiene la lámina de agua durante el verano y alrededor de ella se encuentra una interesante pradera de helechos y una formación de juncos. También es interesante por su vegetación la denominada Cueva Sabuquera, donde destaca por su frondosidad y tamaño la presencia de la flámula.
En cuanto a la fauna se constata la presencia en la citada charca del gallipato, catalogado como vulnerable en la Comunidad Valenciana, así como del sapo de espuelas. Otras especies interesantes son el sapo partero común, el sapo corredor, la alondra y el erizo europeo.
Este monte constituye un elemento fundamental en la conformación del paisaje del entorno de la localidad de Alcublas. Su elevada altura y la fisionomía de la ladera de Solana, que recae hacia el núcleo urbano, hacen que atraiga el interés inmediato de cualquier observador que transite por la zona.
En cuanto al valor patrimonial, en su ámbito territorial se encuentra el yacimiento de La Cumbre, perteneciente a la Edad del Bronce y el yacimiento ibérico del Corral de Capa (siglo II-siglo II a. C.). En la Cueva Sabuquera se han encontrado restos datados en la Edad del Bronce y también restos de cerámica de época islámica.
Como elementos de valor etnológico destacan los ventisqueros cuya función era la recogida de nieve. 
Fue declarado Paraje Natural Municipal por Acuerdo del Consejo de la Generalidad Valenciana de fecha 20 de enero de 2006 (En este artículo se recoge texto del acuerdo Archivado el 9 de julio de 2012 en Wayback Machine.) y en 2007 se incluye en el Catálogo de Montes de Utilidad Pública de la Provincia de Valencia (Decreto 113/2007 de 20 de julio).